# Bazarkorgon
Bazarkorgon város Kirgizisztánban, a Dzsálálábád tartományban. Lakosainak száma 2009-ben 33 359 volt, ami becslések szerint 2017-re 27 000-re változott. Lakosainak többsége kirgiz (kb. 80%), a fennmaradó 20% üzbég.

## Fekvése
A város a fővárostól, Biskektől 253 km-re délnyugatra terül el.